# Wolio
Le wolio ou buton est une langue austronésienne parlée dans la région de Baubau sur l’île de Buton en Indonésie. Elle fait partie de la branche wolio-wotu du sous-groupe célèbiques des langues austronésiennes. Elle a été une langue  véhiculaire et la langue du  Sultanat de Baubau, et est aujourd’hui une langue régionale. Elle a été écrite avec l’alphabet buri wolio, une adaptation de l’alphabet arabe, et est officiellement écrite depuis 1972 avec l’alphabet latin.